# Ținutul Suceava
Ținutul Suceava a fost unul din cele zece ținuturi înființate în 1938, prin Legea administrativă din 14 august, după ce regele Carol al II-lea a inițiat o reformă instituțională de tip fascist în România, modificând Constituția României din anul 1923 și legea administrării teritoriale. A fost desființat prin Decretul-Lege nr. 3219 din 21 septembrie 1940.
Ținutul Suceava includea Bucovina, precum și părți din nordul Basarabiei și nordul Moldovei, fiind denumit după orașul Suceava, fosta reședință domnească a Moldovei. Capitala ținutului era orașul Cernăuți.
După cedarea Bucovinei de Nord către Uniunea Sovietică, în urma notei ultimative din 26 iunie 1940 a guvernului sovietic la adresa României, au ieșit din componența ținutului Suceava județele Cernăuți, Storojineț și Hotin, plasa Herța din județul Dorohoi și mai mult de o treime din județul Rădăuți. Din data de 29 iunie 1940 reședința ținutului Suceava a fost mutată în orașul Vatra Dornei.

## Județe încorporate
În conformitate cu reforma administrativă și constituțională din anul 1938, cele 71 de județe au fost subordonate ținuturilor. Cele șapte județe care au compus ținutul Suceava au fost următoarele:
- Câmpulung
- Cernăuți
- Dorohoi
- Hotin
- Rădăuți
- Suceava
- Storojineț

La 13 septembrie 1940, județul Baia a fost trecut în circumscripția ținutului Suceava.

## Stema
Conform Decretului Regal nr. 4285 din 13 decembrie 1938, stema ținutului Suceava consta din „Scutul: 7 fâșii așezate vertical, alternând roșu și albastru («pal»), înfățișând cele 7 județe ale ținutului, prin culorile predominante din stemele lor. Peste tot, o cetate de aur, simbolizând cea dintâi Moldovei, aflată în acest ținut”.

## Rezidenți regali
- Gheorghe Alexianu (13 august 1938[7][8] – 1 februarie 1939[8][9])
- Gheorghe Flondor (1 februarie 1939[8][9] – 22 septembrie 1940[8])